# Alexandra Georgievna a Greciei
Marea Ducesă Alexandra Georgievna a Rusiei (rusă Александра Георгиевна), născută Prințesa Alexandra a Greciei și Danemarcei (greacă Πριγκίπισσα Αλεξάνδρα της Ελλάδας και Δανίας) (30 august 1870 – 24 septembrie 1891) s-a născut în Corfu, Grecia. A fost al treilea copil și prima fiică a regelui George I al Greciei și a reginei Olga. A fost sora regelui Constantin I al Greciei și deci mătușă a trei regi ai Greciei și a două regine. Cei trei băieți ai lui Constantin au devenit fiecare rege al Greciei iar cele două fete au fost una regină a României și cealaltă a Croației. De asemenea, a fost mătușa Prințului Filip, Duce de Edinburgh, soțul reginei Elisabeta a II-a a Regatului Unit.

## Căsătorie și copii

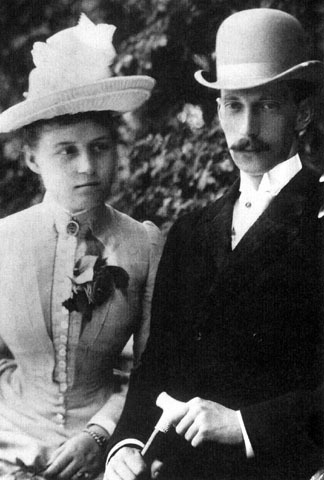
Alexandra și soțul ei Marele Duce Paul Alexandrovitci.

Alexandra, căreia familia îi spunea "Greek Alix" sau "Aline", a fost foarte iubită de familie. Fratele ei, Prințul Nicolae își amintește: "Ea a avut una din acele naturi dulci și atente încât se făcea plăcută oricui". Când a împlinit 19 ani, s-a măritat cu Marele Duce Paul Alexandrovici al Rusiei, al optulea copil și al șaselea fiu al împăratului Alexandru al II-lea și al împărătesei Maria de Hesse. Au devenit apropiați când Marele Duce Paul și-a petrecut iernile în Grecia din cauza problemelor de respirație. De asemenea, familia regală greacă își petrecea frecvent vacanțele cu familia Romanov.
Cuplul a avut doi copii:
- Marea Ducesă Maria Pavlovna
- Marele Duce Dmitri Pavlovici

## Deces
Însărcinată în șapte luni cu a doua sarcină, Alexandra a plecat la plimbare împreună cu prietenii ei cu o barcă pe râul Moscova; a sărit direct în barcă dar a căzut. Ziua următoare, s-a prăbușit în mijlocul unui bal cu dureri violente;  a născut un fiu, Dmitri, a intrat în comă și a murit șase zile mai târziu. Soțul ei a trebuit să fie ținut ca să nu se arunce în mormânt cu ea.
Spitalul maternitate Alexandra (astăzi, Spitalul General Alexandra) din Atena a fost numit mai târziu în memoria ei de către nepotul regele Paul al Greciei; spitalul este afiliat Univeristății din Atena cu un mandat special pentru cercetarea și combaterea mortalității materne postpartum. Bulevardul Alexandras din Atena a fost denumi tot în onoarea ei.
Mai târziu, soțul ei a făcut o căsătorie morganatică cu Olga Karnovici.